# Free Free/Super Music Maker
Singles par Ami Suzuki
Sore mo Kitto Shiawase
(2007) Potential Breakup Song
(2007)
Free Free / Super Music Maker (écrit en capitales : FREE FREE / SUPER MUSIC MAKER) est un single "double face A" sorti en 2007, attribué à Ami Suzuki joins Yasutaka Nakata (鈴木亜美 joins 中田ヤスタカ), collaboration à priori ponctuelle entre la chanteuse Ami Suzuki et le musicien Yasutaka Nakata du groupe capsule.

## Présentation
Le single sort le 22 août 2007 sous le label Avex Trax, produit par Max Matsuura, écrit et coproduit par Yasutaka Nakata. Il atteint la 32e place du classement de l'Oricon. Il se vend à 5 660 exemplaires la première semaine, et reste classé pendant 4 semaines, pour un total de 8 946 exemplaires vendus durant cette période ; bien qu'avec des ventes inférieures à celles de ses singles en solo sortis jusqu'en 2006, il reste le single de la chanteuse le plus vendu depuis 2007 (en 2010 du moins).
Ce single contient aussi deux versions modifiées de ses chansons-titres. Il sort cette fois également au format "CD+DVD" avec une pochette différente et un DVD en supplément contenant le clip vidéo de la première chanson. Il sort aussi au format disque vinyle une semaine après, contenant seulement deux des titres : la version remixée de Free Free et la version originale de Super Music Maker. À l'opposé, les deux autres titres (la version originale de Free Free et la version raccourcie de Super Music Maker) figureront sur l'album Dolce qui sortira six mois plus tard. Une autre version remixée de Super Music Maker figurera sur le single Can't Stop the Disco puis sur l'album Supreme Show de 2008.
C'est le quatrième d'une série de cinq singles collaboratifs de la chanteuse avec divers artistes. Les trois premiers étaient sortis à une semaine d'intervale, produits en nombre limité, avec une pochette similaire ne représentant pas les artistes, et leurs chansons-titres ont figuré sur l'album de Ami Suzuki Connetta sorti une semaine après le dernier d'entre eux. Les deux autres dont celui-ci sortent plus tard dans l'année, mais avec cette fois une présentation dans la lignée des singles en solo de Ami Suzuki : avec une édition parallèle "CD+DVD", sans histoire narrée à la fin, et avec une pochette représentant la chanteuse seule, dans une pose particulièrement sexy pour la première fois de sa carrière ; en effet, ses précédentes pochettes de disques et photos promotionnelles donnaient jusqu'ici d'elle une image plutôt sage et innocente.

## Liste des titres
Toutes les chansons sont écrites et composées par Yasutaka Nakata.
| 1. | Free Free (FREE FREE)                               | 5:11 |
| 2. | Super Music Maker (SUPER MUSIC MAKER)               | 7:25 |
| 3. | Free Free (extended mix) (FREE FREE…)               | 7:37 |
| 4. | Super Music Maker (radio edit) (SUPER MUSIC MAKER…) | 5:05 |

| 1. | Free Free (FREE FREE) | 5:11 |

Vinyle
- Face A : Free Free (extended mix) (FREE FREE…) - 7:37
- Face B : Super Music Maker (SUPER MUSIC MAKER) - 7:25